# Пристай, Николай Семёнович
Николай Семёнович Пристай (укр. Мико́ла Семе́нович Пристай; род. 26 ноября 1954, Студинка, Станиславская область) — советский и украинский футболист и футбольный тренер, легендарный игрок и тренер «Спартака» из Ивано-Франковска, лучший бомбардир в его истории.

## Карьера
Воспитанник школы Ивано-Франковской области, начинал карьеру в местном «Спартаке» в 1974 году. С 1975 по 1976 годы нёс службу в Советской Армии, играя за СК «Луцк». Окончив службу, вернулся в «Спартак», где играл до 1981 года. Завершал карьеру, играя в разных малых клубах. В 2001 году поступил на тренерскую службу, тренировал команды «Калуш», «Энергетик» из Бурштына, тот же «Спартак» и «Прикарпатье». Ныне тренирует женскую команду «Нефтехимик-ПНУ» из Калуша.